# Hand-in-cap
Hand-in-cap ist ein altes englisches Tausch-Spiel, aus dem sich der moderne Ausdruck Handicap entwickelt hat.

## Das Spiel
Zwei Personen wollen untereinander Sachen tauschen und bedienen sich dabei eines Schiedsrichters. Dieser entscheidet, ob die beiden Sachen gleichwertig sind, oder ob der Besitzer der geringerwertigen Sache noch einen vom Schiedsrichter bestimmten Differenzbetrag hinzufügen muss, um Gleichwertigkeit herzustellen.
Sobald der Schiedsrichter diesen Betrag genannt hat, zahlen die beiden Personen und auch der Schiedsrichter einen bestimmten Betrag als Reuegeld in einen Topf. Danach legen die beiden Personen je eine Hand in eine Kappe (davon der Ausdruck Hand in cap) und ziehen sie auf das Kommando des Schiedsrichter wieder heraus. Zieht jemand die Hand offen heraus, so signalisiert er Zustimmung zu dem vorgeschlagenen Handel; zieht er die Hand als Faust geschlossen heraus, so bedeutet dies Ablehnung.
- Sind beide Spieler einverstanden, so wird der Handel abgeschlossen, die Sachen werden getauscht, und der Besitzer der geringerwertigen Sache zahlt an den anderen den Differenzbetrag. Den Topf mit den Reuegeldern erhält der Schiedsrichter für seine Dienste.

- Signalisieren beide Spieler Ablehnung, so kommt es natürlich zu keinem Tausch, der Schiedsrichter erhält aber den Topf mit den Reuegeldern.

- Signalisiert ein Spieler Einverständnis, der andere jedoch Ablehnung, so kommt ebenfalls kein Handel zustande. In diesem Fall erhält der Spieler, der sein Einverständnis erklärt hat, den Topf mit den Reuegeldern.

## Etymologische Bedeutung
Dieses Spiel wird bereits im 14. Jahrhundert in Piers Plowman von William Langland erwähnt.
Die Idee, eine neutrale Person die Chancen ausgleichen zu lassen, wurde im 18. Jahrhundert im Pferderennsport ausgeweitet: bei Handicap-Rennen tragen die einzelnen Pferde unterschiedliche Gewichte entsprechend den Einschätzungen des Ausgleichers (Handicappers) – im idealen Fall haben dann alle Starter die gleichen Chancen.
Davon hat sich Anfang des 20. Jahrhunderts der Ausdruck Handicap als Synonym für Behinderung abgeleitet: eine behinderte Person muss gewissermaßen eine schwerere Bürde tragen als eine nicht behinderte Person.

## Belege
1. ↑  Ron Amundson: The Meaning of 'Handicap'. University of Hawaii (englisch).
2. ↑  Handicaprice. Snopes.com (englisch).
3. ↑  Definition of handicap in Oxford Dictionaries (British & World English). Archiviert vom Original am 3. April 2013; abgerufen am 12. April 2013 (englisch).
4. 1 2  Online Etymology Dictionary. In: Online Etymology Dictionary. Abgerufen am 12. April 2013 (englisch).